# El arquitecto y el relojero
El arquitecto y el relojero es una obra de Jerónimo López Mozo publicada en 2001 y estrenada en 2006

## Estructura
La obra es formada por 9 escenas y se concentra en el encargo de un arquitecto que tiene que renovar el edificio público que tiene una gran connotación política, la Real Casa de Correos, sede de la comunidad de Madrid en la Puerta del Sol, Madrid. Este palacio, durante la dictadura franquista, fue la sede de la Dirección General de Seguridad y sus sótanos eran utilizados por lo franquista como cárcel y lugares de torturas. Toda la historia se centra en un “conflicto” entre el relojero que quiere conservar la memoria de este lugar y trasformar una habitación del palacio en un museo y el arquitecto que apunta al futuro y a la novedad transformando el lugar con una cúpula de cristal.

## Personajes
Los personajes principales son el arquitecto y el relojero. También en escenas aparecen tramoyistas que ayudan al arquitecto y un utilero que es llamado por el arquitecto para revisar los objetos que el relojero quiere exponer. Un personaje importante que nunca aparece en escena es el presidente, de hecho el es el que da al arquitecto el encargo de renovar el palacio de la comunidad y también el que tiene el poder de decidir sobre la posibilidad de crear el museo quiso por el relojero. 

## Temas
Los temas de esta obra son la memoria y el terrorismo. Esto dos son utilizados por el dramaturgo para escribir histórico-crítico. Aunque el terrorismo es una temática secundaria, el autor lo utiliza para desarrollar la obra, en efecto durante el drama es utilizado como asunto histórico de lo que muchos quieren evitar y negar que ha sucedido, aunque al mismo tiempo es imposible hacerlo. Esto se conecta con el tema principal de la obra que es la memoria y como esta es vivida en la sociedad moderna. De hecho, para el relojero el recuerdo más cruel, al que no puede y no quiere sustraerse, es el del período franquista cuando en esos sótanos se efectuaban crueles interrogatorios. Y para que estos hechos no se olviden el Relojero reivindica «un espacio mínimo, un espacio al que se acceda traspasando la puerta de una celda» en el que se pueda  guardar «todo lo necesario para llevar a cabo un interrogatorio» y una vitrina con fichas, documentos, expedientes y en las paredes fotos y nombres de los detenidos e incluso «una baldosa con manchas de sangre».Se preocupa de que este lugar tan limpio, este cristal transparente pueda volver a ensuciarse con la tolerancia de la corrupción. Cuando esta alcance un tal nivel que se vuelva escándalo, entonces piensa que tendrán que cubrirla no limpiando la cristalera o poniendo una falsa iluminación como en las discotecas. En la escena final el Relojero tiene que aceptar el hecho de que la gran reforma se va a inaugurar y en el acto se subrayará que la cúpula de cristal es el símbolo de la transparencia y de la democracia. Pero él se da cuenta de que entre los invitados hay miembros del antiguo régimen y le indigna que a algunos demócratas de hoy no les importe estrechar las manos de quienes firmaron los expedientes que les llevaron a la cárcel y a otros al paredón. Entonces rompe la cúpula de cristal y tira los documentos. 
Importante es como la última y la primera escena están conectadas, de hecho la escena final es la multiplicación de la primera. Este recurso es usado por el autor para sugerir que se tiene que dar más de una vuelta al pasado para modificar en el presente lo que se ha olvidado.